# Gauliga Hamburg
Die Gauliga, korrekt Gauklasse Hamburg entstand 1942 durch die kriegsbedingte Aufteilung des bisherigen Sportbereichs und damit der Bereichsliga Nordmark in die Gauligen Schleswig-Holstein, Mecklenburg und Hamburg.

## Geschichte
Die Liga war neben der Gauliga Bayern die einzige, welche den Spielbetrieb bis 1945 durchweg aufrechterhalten konnte. In den drei Spielzeiten fuhren der SC Victoria Hamburg, der Luftwaffen SV Hamburg und der Hamburger SV die Hamburger Meisterschaft ein. In den damit verbundenen Qualifikationen zur deutschen Meisterschaft scheiterte Victoria Hamburg 1942/43 bereits in der ersten Runde an Eintracht Braunschweig mit 1:5. In der Folgesaison erreichte der Luftwaffen SV Hamburg gegen den Dresdner SC das letzte Finale einer Kriegsmeisterschaft. Im Olympiastadion Berlin unterlag der Hamburger Vertreter den Sachsen deutlich mit 0:4.
In der Spielzeit 1944/45 war Hamburg neben dem Bezirk München der Gauliga Bayern 1944/45 die einzige Gauklasse, die 1944/45 in Deutschland zu Ende gespielt werden konnte. Die deutsche Meisterschaft 1944/45, vertreten durch den letzten Gaumeister Hamburger SV, wurde nicht mehr ausgetragen.
Unterbau der Gauklasse war die dreigleisige 1. Klasse Groß-Hamburg, die ebenfalls bis in den April 1945 hinein ihre Spiele austrug.

## Gaumeister 1942–1945
| Saison  | Gaumeister Hamburg  | Abschneiden deutsche Meisterschaft | Deutscher Meister            |
| ------- | ------------------- | ---------------------------------- | ---------------------------- |
| 1942/43 | SC Victoria Hamburg | 1. Runde                           | Dresdner SC                  |
| 1943/44 | LSV Hamburg         | Vizemeister                        | Dresdner SC                  |
| 1944/45 | Hamburger SV        | keine deutsche Meisterschaft       | keine deutsche Meisterschaft |

## Rekordmeister
|  | Verein              | Titel | Jahr |
|  | ------------------- | ----- | ---- |
|  | SC Victoria Hamburg | 1     | 1943 |
|  | LSV Hamburg         | 1     | 1944 |
|  | Hamburger SV        | 1     | 1945 |

## Ewige Tabelle
Berücksichtigt sind alle Spielzeiten der Gauliga Hamburg zwischen den Spielzeiten 1942/43 und 1944/45 und richtet sich nach der damals üblichen Zweipunkteregel.
| Pl. | Verein                  | Jahre | Sp. | S  | U | N  | T+  | T-  | Diff. | Punkte | Ø-Pkt. | Titel | Spielzeiten nach Kalenderjahren |
| --- | ----------------------- | ----- | --- | -- | - | -- | --- | --- | ----- | ------ | ------ | ----- | ------------------------------- |
| 1.  | Hamburger SV            | 3     | 54  | 41 | 6 | 7  | 238 | 60  | +178  | 88:20  | 1,63   | 1     | 1942–45                         |
| 2.  | Altona 93               | 3     | 54  | 30 | 8 | 16 | 167 | 121 | +46   | 68:40  | 1,26   | -     | 1942–45                         |
| 3.  | SC Victoria Hamburg     | 3     | 54  | 28 | 7 | 19 | 179 | 109 | +70   | 63:45  | 1,17   | 1     | 1942–45                         |
| 4.  | FC St. Pauli            | 3     | 54  | 26 | 9 | 19 | 155 | 124 | +31   | 61:47  | 1,13   | -     | 1942–45                         |
| 5.  | Wilhelmsburg 09         | 3     | 53  | 21 | 8 | 24 | 145 | 155 | −10   | 50:56  | 0,94   | -     | 1942–45                         |
| 6.  | Eimsbütteler TV         | 3     | 54  | 20 | 7 | 27 | 116 | 146 | −30   | 47:61  | 0,87   | -     | 1942–45                         |
| 7.  | KSG Sperber/St. Georg A | 3     | 52  | 15 | 7 | 30 | 86  | 193 | −107  | 37:67  | 0,71   | -     | 1942–45                         |
| 8.  | LSV Hamburg B           | 1     | 18  | 17 | 1 | 0  | 117 | 13  | +104  | 35:10  | 1,94   | 1     | 1943/44                         |
| 9.  | KSG Hermannia/Komet     | 2     | 35  | 11 | 5 | 19 | 72  | 121 | −49   | 27:43  | 0,77   | -     | 1943–45                         |
| 10. | KSG Blankenese/Wedel    | 1     | 18  | 7  | 4 | 7  | 39  | 41  | −2    | 18:18  | 1      | -     | 1944/45                         |
| 11. | SG OrPo Hamburg         | 1     | 18  | 7  | 1 | 10 | 41  | 46  | −5    | 15:21  | 0,83   | -     | 1942/43                         |
| 12. | Barmbecker SG           | 2     | 36  | 5  | 3 | 28 | 63  | 171 | −108  | 13:59  | 0,36   | -     | 1942–44                         |
| 13. | Viktoria Wilhelmsburg   | 1     | 18  | 4  | 0 | 14 | 26  | 70  | −44   | 8:28   | 0,44   | -     | 1942/43                         |
| 14. | KSG HEBC/Sport 01       | 1     | 18  | 2  | 2 | 14 | 35  | 109 | −74   | 6:30   | 0,33   | -     | 1943/44                         |